# Stadio Olimpico Grande Torino
Lo Stadio Olimpico Grande Torino è un impianto sportivo multifunzione italiano di Torino.
Situato nel quadrilatero delimitato da piazzale Grande Torino, via Filadelfia, corso Galileo Ferraris e corso IV Novembre, fa parte di una più ampia area di infrastrutture sportive nel quartiere di Santa Rita che comprende anche il Palazzo del Nuoto e il Circolo della Stampa.
Rilevante testimonianza del razionalismo italiano, fu inaugurato nel 1933 come Stadio Municipale Benito Mussolini.
Alla fine della guerra fu ribattezzato Stadio Comunale, nome al quale nel 1986 fu affiancato l'omaggio alla memoria di Vittorio Pozzo.
Nel 2005 assunse quindi il nome di Stadio Olimpico in vista dei Giochi olimpici invernali del 2006, delle cui cerimonie d'apertura e chiusura fu sede.
Dal 2016, infine, è intitolato alla memoria del Grande Torino.
In ambito calcistico, l'impianto fu sede degli incontri interni di Juventus e Torino fino al 1990.
Dopo la ristrutturazione cui fu sottoposto in occasione dei citati Giochi olimpici invernali, a settembre 2006 lo stadio tornò a essere sede delle gare interne delle due compagini cittadine; dal 2011 è a uso esclusivo del Torino.
Fu, tra gli altri, sede della finale d'andata di Coppa UEFA 1976-77 tra Juventus e Atlético Bilbao, della gara di Supercoppa UEFA 1984 tra i bianconeri e il Liverpool e della finale d'andata di Coppa UEFA 1989-90 tra i bianconeri e la Fiorentina.
Ospitò inoltre incontri del campionato del mondo 1934 e del campionato d'Europa 1980.
Nonostante la prevalenza calcistica del suo utilizzo, ha ospitato anche incontri internazionali di rugby, sia a XIII (nel 1952) che a XV (dal 2008).
Infine, nel 1959 e nel 1970 ospitò, rispettivamente, i I e i VI Giochi universitari.
Sottoposto dal 2013 a vincolo architettonico del Ministero della cultura, presenta una capacità omologata di 28177 spettatori, benché in passato ne fosse capace di più di 65000.
Lo stadio è di proprietà comunale ed è in concessione al club del Torino fino al 30 dicembre 2026.

## Storia

### Le origini

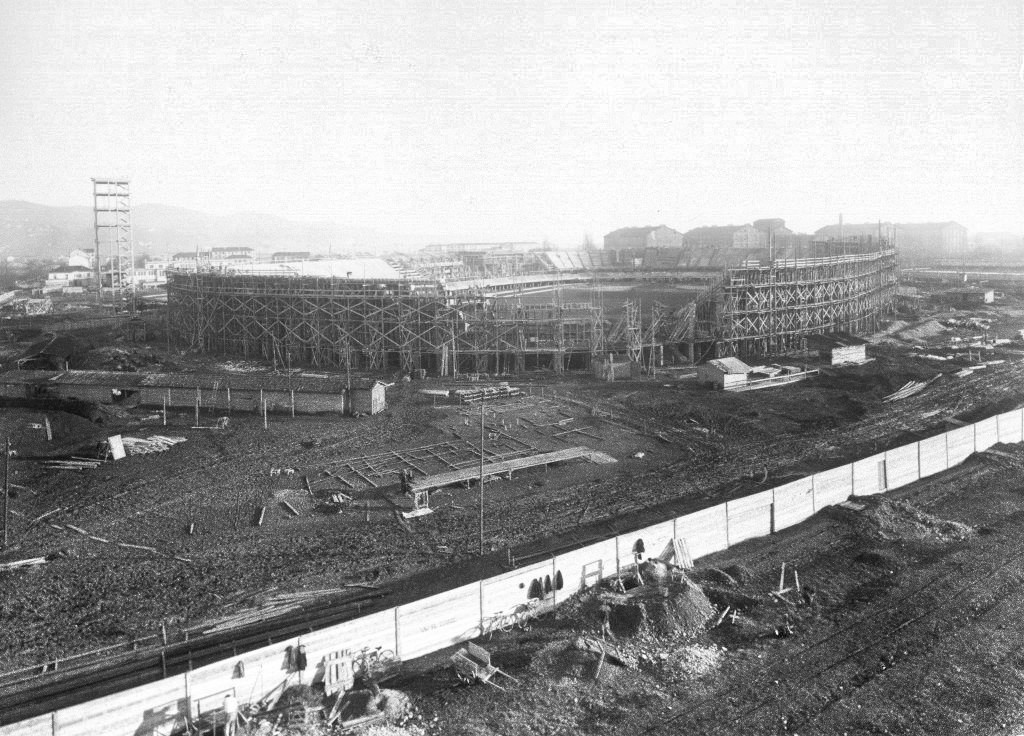
Il sito in costruzione

L'esigenza di un nuovo stadio a Torino sorse con l'assegnazione alla città sabauda dei Littoriali dello Sport del 1933: l'obsoleto Stadium, situato in corso Duca degli Abruzzi, fu giudicato inadatto a ospitare la manifestazione; la commissione municipale incaricata indicò un'area poco distante lungo corso IV Novembre, già dei Tetti Varrò e all'epoca occupata dal dopolavoro ferroviario, cui fu concessa un'altra locazione.
La gara d'appalto per lo «Stadio Littorio» (tale era il nome di progetto) prevedeva un importo di 7370000 L. complessive, tra opere in capitolato e interventi straordinari.
Al fine di accelerare le procedure di approvazione e di costruzione, l'appalto – assegnato il 5 giugno 1932 – fu suddiviso in tre sottocommesse: la struttura propriamente detta (tribune, gradinate e locali interni), progetto dall'architetto Fagnoni e degli ingegneri Bianchini e Ortensi, fu affidata alla ditta Saverio Parisi di Roma; la pista di atletica leggera, la Torre Maratona (un torrino piezometrico) e le biglietterie, progetto degli architetti Del Giudice e Colonnetti e dell'ingegner Vannacci, all'impresa Vannacci e Lucherini; la piscina coperta, progetto dell'architetto Bonicelli e dell'ingegner Villanova, alla S.A. Imprese Edili Faletti.
L'impresa Guido De Bernardi fu incaricata, infine, della preparazione dei campi e delle piste.
I lavori di costruzione iniziarono il 21 settembre 1932 e procedettero per circa sette mesi fino al 29 aprile 1933, data di consegna dell'impianto; l'inaugurazione avvenne il successivo 14 maggio in occasione della cerimonia d'apertura dei Littoriali, presenti il segretario del PNF Achille Starace e il ministro dell'educazione Francesco Ercole.
Lo Stadio Mussolini, al momento della sua inaugurazione, era il più capiente d'Italia con i suoi 65000 posti; presentava forma ellittica i cui assi maggiore e minore erano rispettivamente circa 240 e 160 m e il cui perimetro massimo era di 640 m.

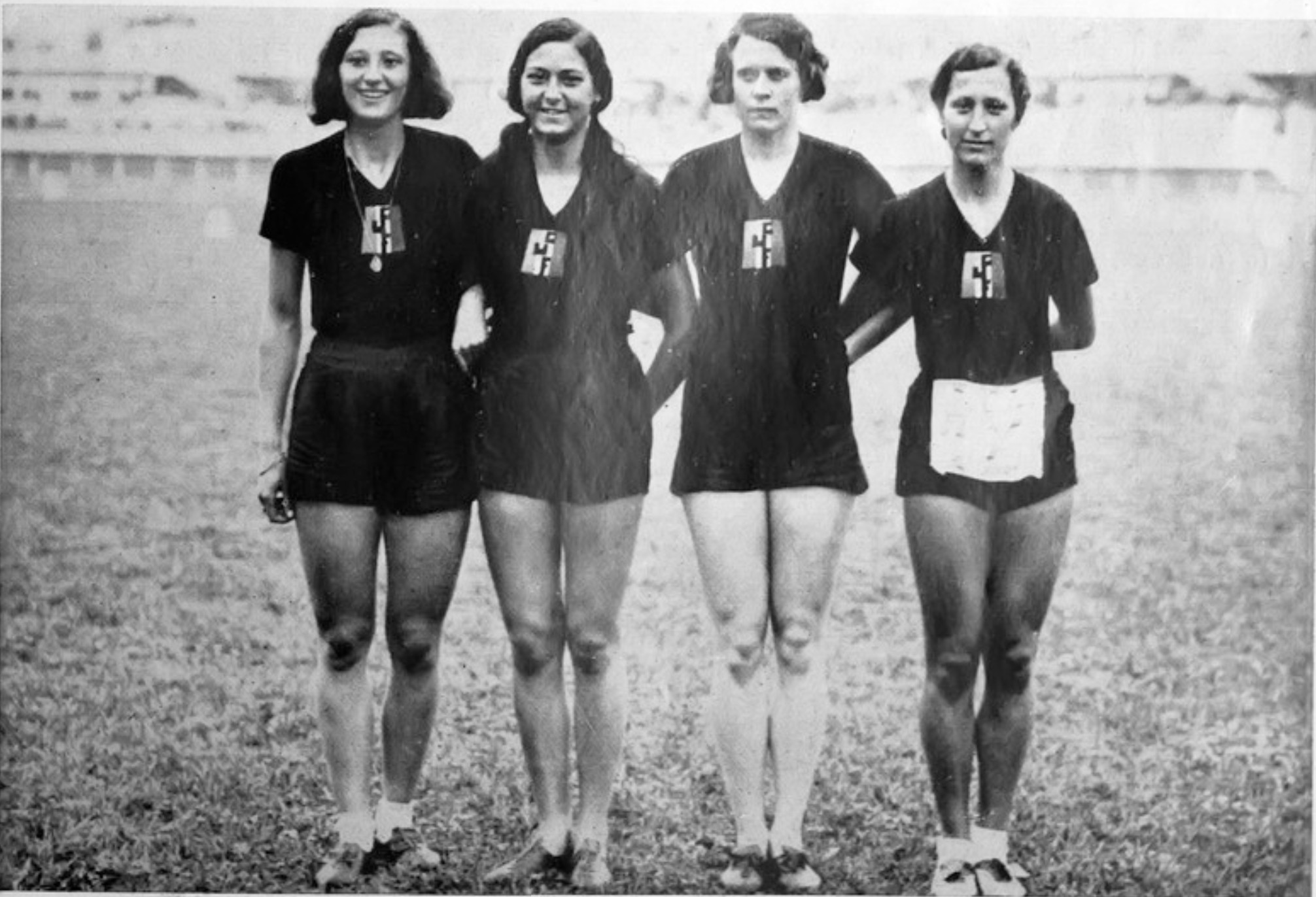
La staffetta femminile italiana 4×100 (Valla, Testoni, Coselli e Bongiovanni) ai Giochi internazionali universitari 1933

L'opera era realizzata completamente in cemento armato e il deflusso degli spettatori era garantito in circa 9 minuti grazie a 27 accessi realizzati nelle due gradinate di cui si componeva lo stadio; solo la tribuna d'onore era coperta, mentre il parterre era in parte coperto dalla gradinata superiore che vi aggettava a sbalzo ed era leggermente rialzato nella parte più distante dal campo.
Il terreno di gioco misurava 105 × 70 m, mentre la pista d'atletica a 6 corsie era lunga 452 m; a tali due strutture si affiancavano aree per salto in lungo, con l’asta e in alto nonché per lancio del disco e giavellotto.
Alle dotazioni del nuovo impianto, molto moderne per l'epoca, facevano da complemento le rifiniture di livello: i pavimenti della tribuna d'onore erano rivestiti in marmo cipollino; la tribuna stampa era dotata di tavolini ribaltabili a uso dei giornalisti, e il salone che metteva in comunicazione le due tribune era pavimentato in marmo bianco; le porte erano realizzate in compensato di rovere e mogano; le strutture per il pubblico prevedevano fontanelle d'acqua corrente per dissetarsi, mentre quelle per gli sportivi prevedevano spogliatoi singoli per discipline individuali, e collettivi per quelle di squadra, incluse piscine coperte per 20 persone.
Dopo i Littoriali dello Sport, a settembre il nuovo stadio ospitò anche i Giochi internazionali studenteschi (prodromi dei Giochi mondiali universitari del dopoguerra).
Nel frattempo la Juventus, che già in fase di progetto aveva espresso interesse a entrare nella proprietà del nuovo impianto qualora il Comune di Torino avesse decretato di condividerne i costi di conduzione, ne era divenuta affittuaria a partire dal campionato di calcio di serie A 1933-34, così lasciando il vecchio stadio di corso Marsiglia.
Il club bianconero inaugurò calcisticamente il "Mussolini" il 29 giugno 1933 in occasione dell'incontro dei quarti di Coppa dell'Europa Centrale contro l'ungherese Újpest, battuta 6-2.

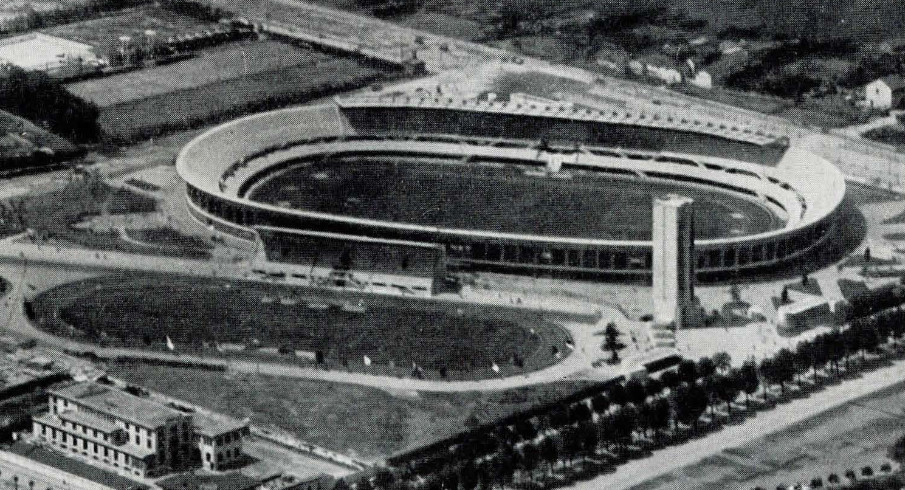
Vista aerea dello stadio nel 1933 con il campo d'allenamento adiacente

L'esordio in campionato, tuttavia, non avvenne al primo impegno in casa (vittoria 4-1 dei bianconeri sul Livorno a Corso Marsiglia, stante la disputa dei citati campionati mondiali studenteschi); il "Mussolini" divenne la casa della Juventus in occasione dell'undicesima giornata – vittoria 8-1 sul Genova 1893 – e, fino al 1943, fu anche sede degli allenamenti della prima squadra del club.
Lo stadio torinese ospitò due incontri del campionato del mondo 1934, un ottavo e un quarto di finale, entrambi risoltisi 3-2, rispettivamente per l'Austria sulla Francia e, a seguire, per la Cecoslovacchia sulla Svizzera.
Già previsto in fase di presentazione del progetto dello stadio, a fine giugno 1939 fu inaugurato nel salone sotto la tribuna centrale il Museo Nazionale dell'Automobile, che in tale sede rimase fino al 1960, anno del suo trasferimento in corso Unità d'Italia.

### Il dopoguerra
L'11 maggio 1947 il Comunale ospitò un incontro amichevole passato agli annali per il maggior numero di giocatori provenienti dallo stesso club schierati dalla nazionale italiana: il commissario tecnico Vittorio Pozzo, infatti, stante l'indisponibilità del capitano juventino Carlo Parola, convocò Mario Rigamonti nella posizione di centromediano, così trasferendo in azzurro dieci undicesimi del Grande Torino: Ballarin, Maroso, Grezar, il citato Rigamonti, Castigliano, Menti III, Gabetto, Loik, V. Mazzola e Ferraris II.
Il portiere Sentimenti IV militava altresì nella Juventus, il che rese la nazionale quel giorno una selezione della città sabauda.
Lato ungherese, altresì, i magiari schieravano nove giocatori dell'Újpest; uno dei due non militanti in tale club era un promettente Ferenc Puskás, proveniente dall'Honvéd.
La sfida terminò 3-2 per l'Italia con gol di Gabetto, pareggio di Szusza, di nuovo Gabetto, pareggio su rigore di Puskás e vittoria in zona Cesarini grazie a un gol di Loik.
Nonostante la caduta di Mussolini nel 1943, lo stadio non fu defascistizzato prima della Liberazione in quanto Torino ricadeva nel territorio della Repubblica di Salò.
Nel 1945 assunse quindi il nome di Comunale.
Il presidente delle federazioni italiana e internazionale degli sport universitari, il torinese Primo Nebiolo, fu fautore nel 1958 della rinascita dei Giochi studenteschi e, dopo avere promosso l'istituzione delle Universiadi, ne ottenne l'organizzazione della prima edizione nel capoluogo sabaudo l'anno successivo.
Il 26 agosto 1959 si celebrò al Comunale la cerimonia d'apertura della manifestazione, che tra gli altri nomi di rilievo mise in evidenza il giovane studente torinese Livio Berruti, protagonista un anno più tardi a Roma con l'oro olimpico nei 200 m.

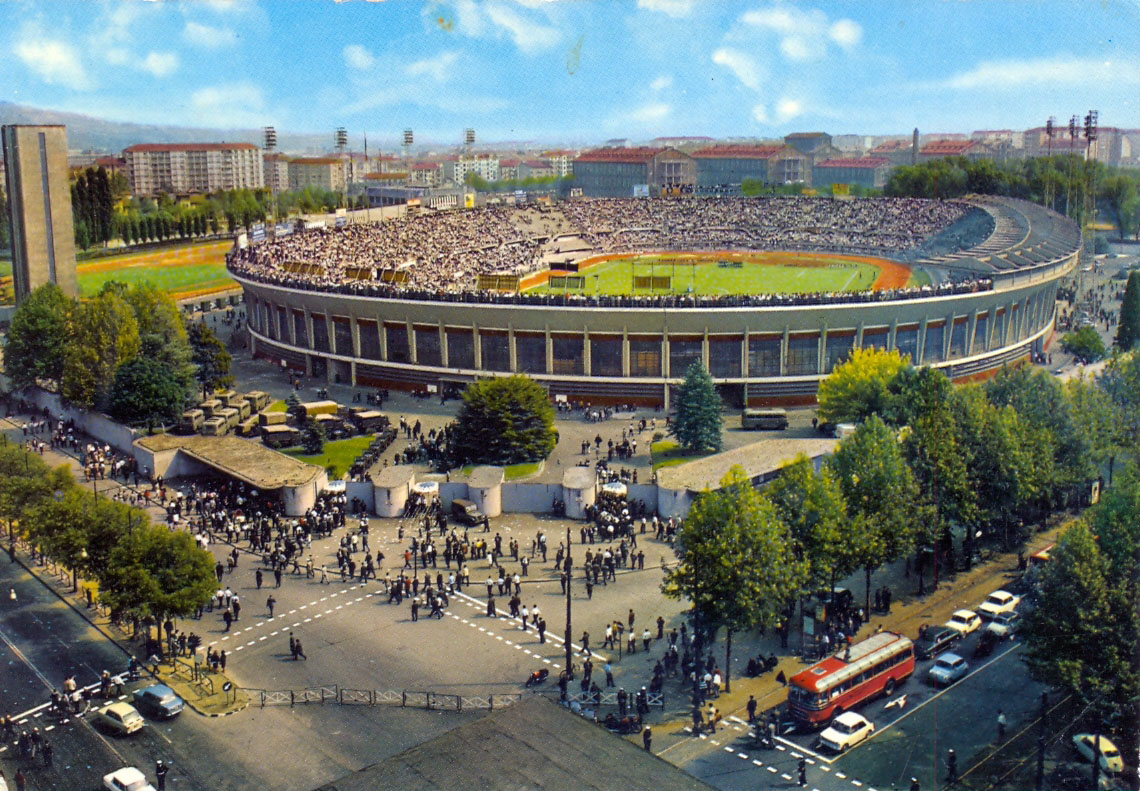
Vista aerea dello stadio negli anni sessanta

All'interno dello stadio fu realizzata anche la sede torinese del centro di medicina dello sport, presentata alla stampa il 28 novembre 1962 e inaugurata il 1º dicembre successivo.
Torino fu eccezionalmente assegnataria della VI Universiade nel 1970 dopo che la titolare Lisbona fu costretta a rinunciare ai Giochi del 1969, così costringendo la FISU a riprogrammare altrove l'evento per l'anno successivo; Primo Nebiolo riuscì a ottenere per il capoluogo piemontese la seconda Universiade in poco più di dieci anni.
La Juventus, che al Comunale si aggiudicò il suo decimo scudetto nel 1958, fu occupante unica dello stadio fino a tutto il campionato 1962-63, l'ultimo disputato al Filadelfia dai concittadini del Torino con cui, dalla stagione successiva, condivise l'impianto.
In realtà il club granata aveva già usato lo stadio come impianto di casa, ai tempi in cui era ancora il "Mussolini": fu nella stagione 1942-43, nel corso della quale vi fu trasferito su ordine prefettizio per alcuni incontri; successivamente, nell'immediato dopoguerra, aveva adottato il Comunale come stadio interno per gare di cartello che richiedevano maggiore capienza.
In aggiunta a ciò, già a fine anni cinquanta la dirigenza torinista aveva preso in considerazione la possibile migrazione al Comunale, ma la retrocessione del club in B nel 1959 indusse a un accantonamento del progetto.
Tuttavia nel 1963 il neopresidente del club Orfeo Pianelli decise di chiedere alla municipalità l'utilizzo dello stadio quale sede permanente.
A seguito di tale trasferimento, per 27 stagioni consecutive il Comunale fu teatro di tutti i derby ufficiali oltre che di una rivalità stracittadina che soprattutto negli anni settanta significò anche lotta per il primato in ambito nazionale.

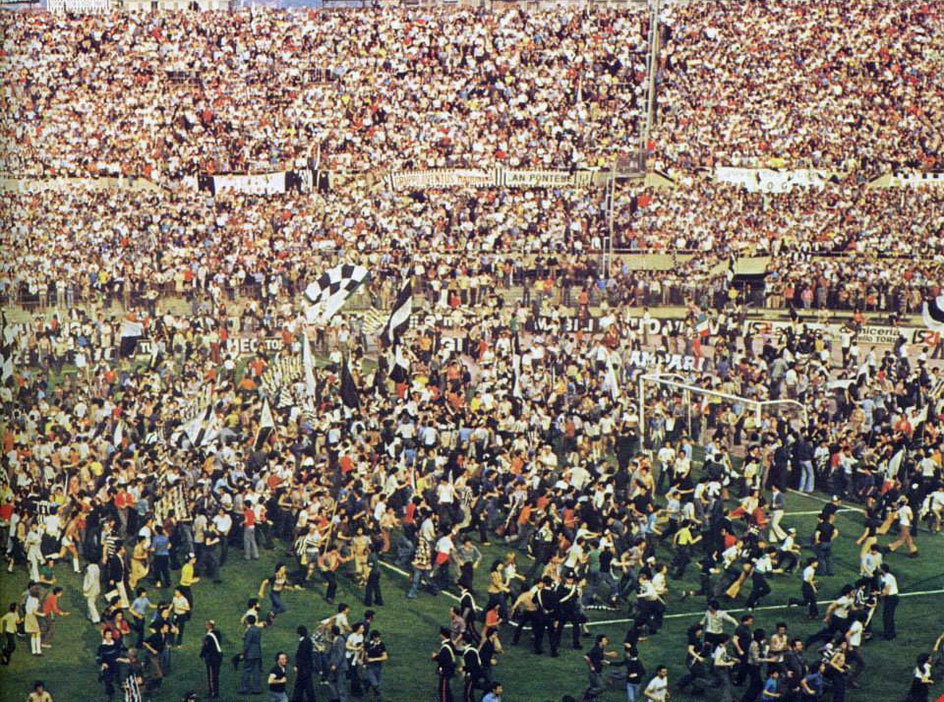
Tifosi della Juventus festeggiano il 16º scudetto, campionato 1974-75

Sotto la guida di Gigi Radice, infatti, i granata di Pianelli giunsero nel 1975-76 alla vittoria del loro settimo campionato a 27 anni di distanza dal precedente, quello del Grande Torino nel 1949; i bianconeri risposero, nella stagione seguente, ingaggiando con i concittadini un serrato testa a testa risoltosi con la vittoria della Juventus a 51 punti, record per il campionato a 16 squadre e due punti a vittoria, contro i 50 del Torino.
In quella stagione il Comunale – fatti salvi i risultati dei derby – fu inespugnato dagli avversari delle due compagini torinesi.
Qualche settimana prima, lo stadio era stato anche teatro della sua prima finale confederale, la gara d'andata dell'ultimo atto della Coppa UEFA tra Juventus e Atlético Bilbao, terminato 1-0 per i bianconeri grazie a un gol di Marco Tardelli al quarto d'ora di gioco (la Juventus in seguito si aggiudicò il torneo pur perdendo 1-2 a Bilbao la finale di ritorno).
In precedenza, fuori dall'ambito UEFA, il Comunale aveva anche ospitato due finali di Coppa delle Fiere, entrambe giocate dalla Juventus: quella in gara unica del 1965, vinta per 1-0 dagli ungheresi del Ferencváros, e quella d'andata del 1971, pareggiata per 2-2 con gli inglesi del Leeds Utd.

Gli allenatori di Juventus e Torino Trapattoni e Radice prima del derby d'andata del 1976-77

Dopo l'edizione 1976, l'UEFA rivoluzionò l'europeo e lo trasformò in un appuntamento fisso quadriennale con sette squadre qualificate ad affrontarsi in una fase finale presso un ottavo Paese ospite, ammesso di diritto; la prima assegnataria di tale nuova formula fu l'Italia, incaricata a ottobre 1977 di organizzare il campionato d'Europa 1980.
Il Comunale ospitò tre partite della fase a gironi, due del gruppo B tra Belgio e Inghilterra, terminata 1-1 e tra la stessa Inghilterra e l'Italia, vinta 1-0 dagli Azzurri con un gol di Tardelli, e una del gruppo A tra la Grecia e i futuri campioni della Germania Ovest terminata 0-0.

Tardelli realizza contro l' al campionato europeo 1980

Nel 1984 Liverpool e Juventus – detentori rispettivamente della Coppa dei Campioni e della Coppa delle Coppe – avevano problemi, per via dei loro calendari, a organizzare l'edizione di quell'anno della Supercoppa UEFA, tanto che il club bianconero, per voce del suo presidente Boniperti, ventilò l'ipotesi di rinunciare alla disputa del torneo qualora il sorteggio della Coppa dei Campioni 1984-85 avesse messo di fronte i due club nei quarti di finale; dopo che tale ipotesi fu scongiurata, Boniperti e il direttore sportivo del Liverpool si accordarono per disputare la Supercoppa in gara unica con sede da decidere a sorteggio tra i due dirigenti, dal quale emerse l'Italia come scelta vincente; dopo avere scartato ipotesi di campo neutro come Milano o Roma si decise infine di disputare l'incontro al Comunale il 16 gennaio 1985.
L'incontro – programmato in un periodo invernale con minime record – si tenne su un campo ghiacciato, per giocare sul quale fu necessario ricorrere a un pallone arancione al fine di renderlo riconoscibile sulla neve compatta che rendeva precario l'equilibrio; il trofeo fu appannaggio della Juventus che vinse 2-0 con una doppietta di Boniek aggiudicandosi così la prima Supercoppa del suo palmarès.

Il capitano della Scirea mostra la Supercoppa vinta contro il

Pochi mesi prima di tale incontro, la FIFA aveva assegnato all'Italia l'organizzazione del campionato del mondo 1990 ed, essendo Torino una delle città prescelte per ospitare una quota consistente della manifestazione (almeno un girone e una delle semifinali) si impose quasi subito l'interrogativo sull'opportunità di rinnovare una struttura vecchia più di mezzo secolo come il Comunale, ormai obsoleto e poco versatile, a fronte della scelta di costruire uno stadio nuovo.
Dopo diverse discussioni in sede di consiglio comunale, prevalse quest'ultima tesi in quanto ritenute troppo dispendiose e inefficaci le misure per ristrutturare il Comunale, opinione che trovò concordi sia il comitato organizzatore dei Mondiali che i due club cittadini.
Scartata l'ipotesi di demolire il Comunale per costruirvi un nuovo stadio, nel 1986 si decise quindi per la costruzione alla Continassa di quello che sarebbe diventato lo stadio delle Alpi.

Volpecina e Schillaci contendono il pallone nella finale UEFA d'andata 1989-90 tra e

Nel 1986, in occasione del centenario della nascita di Vittorio Pozzo, il comune di Torino deliberò l'intitolazione del Comunale al commissario tecnico che nel 1934 e nel 1938 – unico selezionatore nella storia del torneo – guidò l'Italia a due titoli mondiali e, nel 1936, al titolo olimpico.
In quello stesso anno la Juventus si aggiudicò il suo ventiduesimo titolo di campione d'Italia, il suo diciassettesimo da usufruttuaria del Comunale, record italiano; fu, anche, l'ultimo scudetto assoluto conquistato nel vecchio Comunale e, al 2025, il più recente vinto da un club usufruttuario di tale struttura
L'ultima stagione al Comunale dei due club sabaudi furono i campionati di serie A e di B 1989-90 rispettivamente di Juventus e Torino: la chiusura ufficiale dei bianconeri fu il 2 maggio 1990, giorno della finale di Coppa UEFA contro la Fiorentina, una vittoria 3-1 che ipotecò la conquista finale del trofeo, mentre quella dei granata fu il 27 successivo, un 3-0 sul Messina che suggellò la promozione in serie A. Dopo il mondiale italiano i due club si trasferirono allo stadio delle Alpi. Bianconeri e granata conobbero un'estemporanea appendice al Comunale nel giugno 1994 con le proprie squadre Primavera, protagoniste della doppia finale del campionato di categoria: quella d'andata vide prevalere la Juventus 2-0 (Cammarata e Del Piero), punteggio che rese platonica la vittoria del Torino al ritorno per 1-0 (Briano).

### Il progressivo inutilizzo
Con tutte le attività di rilievo trasferite al Delle Alpi, impianto dotato anche di pista d'atletica, il Comunale conobbe un lungo periodo di inutilizzo e marginalizzazione: per circa un decennio tra il 1994 e il 2003 fu usato solo come terreno di allenamento della prima squadra della Juventus e a seguire, per una sola stagione, anche di quella del Torino, prima che lo stadio diventasse totalmente inagibile per i lavori olimpici.

Carlo Ancelotti, allenatore della, tra Umberto e Gianni Agnelli durante un allenamento al Comunale nel 1999

A parte esibizioni delle squadre giovanili dei due club maggiori, lo stadio ospitò anche incontri di calcio femminile di FCF Juventus e Real Torino, nonché della formazione di football americano del Giaguari Torino.
Per scongiurare il rischio di degrado derivante dal sottoutilizzo dell'impianto, furono proposte varie soluzioni architettoniche e urbanistiche al fine di riqualificare l'area: già nel 1990 era stata proposta la trasformazione del Comunale in un campus universitario dotato di servizi a corredo come mercati, cinema, banche, uffici municipali, impianti per l'atletica e altri sport e arene per concerti e spettacoli, mentre invece tre anni più tardi giunse una proposta da parte del CONI per la nascita di un «villaggio dello Sport» che ospitasse al livello stradale le rappresentanze di tutte le federazioni sportive cui conferire spazi per riunioni, uffici e palestre d'allenamento; la Juventus si accodò a tale progetto, offrendosi di ristrutturare gli spogliatoi e di realizzare un nuovo campo sull'adiacente "Combi" (all'epoca terreno d'allenamento delle giovanili bianconere) da regalare alla cittadinanza in cambio di una concessione per l'uso delle strutture calcistiche e di alcuni uffici nel Comunale.
Anche l'istituto di medicina sportiva, che intendeva ampliare la propria sede all'interno dello stadio, si dichiarò interessato all'iniziativa del CONI.
Insoddisfatta del Delle Alpi già dai primi anni d'utilizzo, nel 1996 la Juventus ventilò l'ipotesi di acquistare il Comunale e tornare ad adibirlo a proprio impianto interno sottoponendolo a una ristrutturazione che, tramite la ricostruzione di tre gradinate su quattro, eliminasse la pista d'atletica, trasformasse la capienza in 35000 posti a sedere e insediasse nella Torre Maratona il museo del club.
Come i due precedenti, neppure quest'ultimo progetto vide mai la luce perché la Juventus lo abbandonò nel 1998 per evitare potenziali problemi di ordine pubblico nel quartiere, stante la compresenza dei lavori di ristrutturazione del poco distante stadio Filadelfia da parte del Torino.

### Verso lo stadio Olimpico
Il 19 giugno 1999 Torino aveva prevalso sulla svizzera Sion nel ballottaggio per l'assegnazione dei XX Giochi olimpici invernali del 2006.
Nel 2001 fu proposta la ristrutturazione dell'inutilizzato Comunale e la sua destinazione a stadio ospite della rassegna olimpica e, a ottobre di quello stesso anno, fu presentato il progetto di restauro che, all'inizio, prevedeva la trasformazione del Comunale in un palazzetto del ghiaccio da 12500 spettatori.
Dopo la rapida bocciatura di tale piano, si ripiegò sulla trasformazione dell'impianto in sede delle cerimonie d'apertura e chiusura dei Giochi invernali al posto dell'inizialmente ventilato stadio delle Alpi.
Nelle more della realizzazione dei progetti di trasformazione del Comunale, la municipalità aveva proposto a Juventus e Torino l'acquisto congiunto del Delle Alpi, progetto che, pur ricevendo inizialmente un'adesione di massima dai due club, non vide la luce a causa del mancato accordo circa la gestione comune dell'impianto; a seguito di ciò, nel 2002 l'allora sindaco Sergio Chiamparino propose quindi al solo club granata l'acquisto del Comunale.
Il 18 giugno 2002 l'amministrazione cittadina stipulò infine gli accordi di concessione dei diritti di superficie con i due club: la Juventus acquisì la gestione del Delle Alpi per 99 anni a partire dal 1º luglio successivo al costo totale di 24000000 €, mentre il Torino, dietro corrispettivo di 3500000 €, avrebbe dovuto acquisire la concessione del Comunale per analoga durata a partire dal 1º luglio 2006, dopo i Giochi; nel frattempo la Juventus avrebbe ospitato il club granata al Delle Alpi nel quadriennio successivo.

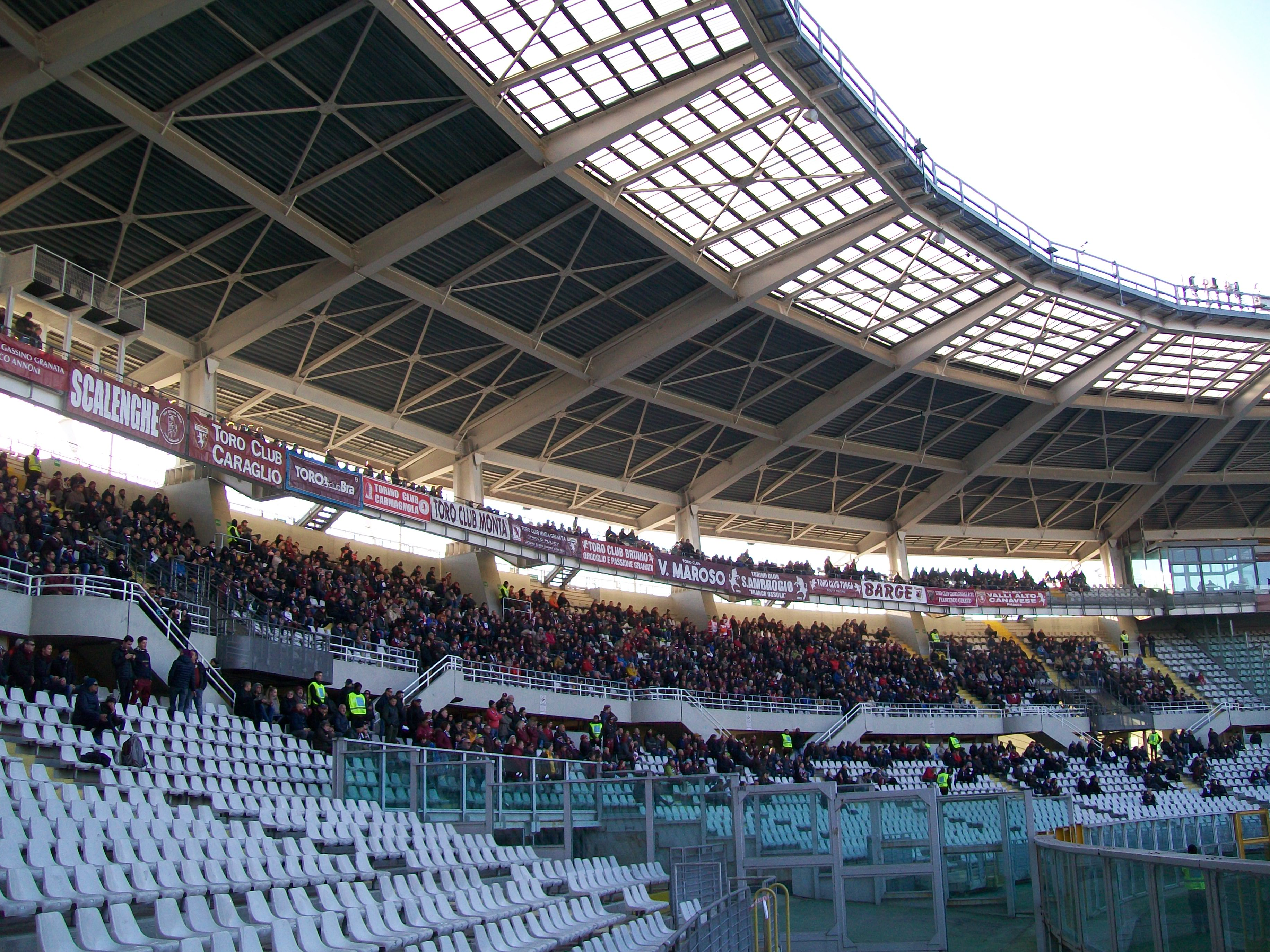
La copertura realizzata per le olimpiadi invernali

I lavori di ristrutturazione del Comunale iniziarono il 1º settembre 2003 e durarono poco più di due anni: il 29 novembre 2005 il rinnovato stadio fu presentato in anteprima nel corso di una cerimonia cui presero parte rappresentanti di enti locali, governo, CIO e TOROC e durante la quale l'impianto fu rinominato Stadio Olimpico.
Nel frattempo, tuttavia, in conseguenza del fallimento giudiziario del Torino decretato a settembre 2005, la concessione comunale a suo favore decadde; come programmato, lo stadio ospitò le cerimonie d'apertura e chiusura dei Giochi e fu il palcoscenico dell'ultima cerimonia protocollare di premiazione, che vide l'italiano Giorgio Di Centa ricevere la medaglia d'oro nella 50 km dello sci di fondo; a seguire, poche settimane più tardi, svolse analoga funzione in occasione dei IX Giochi paralimpici invernali.
A seguito della ricostituzione del Torino F.C. a opera di Urbano Cairo e la riacquisizione del titolo sportivo del defunto consorzio, il comune stipulò con il club granata una convenzione decennale (rinnovata nel 2015 per ulteriori 10 anni fino al 30 giugno 2025) grazie alla quale quest'ultimo entrò in possesso dell'Olimpico il 1º luglio 2006; specularmente a quanto accadde nel quadriennio precedente, fu la Juventus a essere ospite dei concittadini nell'Olimpico ristrutturato.
Originariamente la convivenza delle due squadre torinesi avrebbe dovuto durare solo per la stagione 2006-07, ovvero il tempo di effettuare un make-up leggero al Delle Alpi ma successivi sviluppi portarono la Juventus a rivedere i piani edilizi e a chiedere la coabitazione all'Olimpico fino a tutta la stagione 2010-11.
L'esordio granata nel nuovo Olimpico, coincidente con la riapertura al calcio della struttura, fu il 10 settembre 2006, un pareggio 1-1 in campionato contro il Parma; sei giorni più tardi fu il turno dei bianconeri, vittoriosi 2-1 sul Vicenza.
Dalla stagione 2011-12 il Torino è il solo occupante dello stadio: la Juventus si congedò dall'Olimpico il 22 maggio 2011 con un pareggio 2-2 contro il Napoli nell'ultima giornata di campionato per trasferirsi al nuovo Juventus Stadium, costruito sulle ceneri del Delle Alpi.
Una volta rimasti unici fruitori dello stadio, quindi, i tifosi granata chiesero al club di adoperarsi per dare alla struttura un nome che richiamasse l'identità storica del Torino; il 19 aprile 2016 il comune intitolò ufficialmente l'impianto alla memoria del Grande Torino, squadra che nell'immediato dopoguerra vinse quattro scudetti consecutivi e nel 1949 perì in blocco nel disastro aereo sul colle di Superga.
Al fine di mantenere l'omaggio (obbligatorio per regolamento) ai Giochi invernali di dieci anni prima, comunque, la delibera approvata fu quella di rinominare l'impianto in Stadio Olimpico Grande Torino.
Al vecchio Comunale l'Italia maggiore di calcio disputò 19 incontri, il primo l'11 febbraio 1934 in Coppa Internazionale contro l'Austria, una sconfitta 2-4 e l'ultimo il 14 novembre 1981, un pareggio 1-1 contro la Grecia che consegnò agli Azzurri la matematica qualificazione al vittorioso campionato mondiale 1982.
Ventotto anni più tardi, nel 2009, l'Italia tornò nel rinnovato Olimpico per un incontro di qualificazione al mondiale 2010, una vittoria 2-0 contro la Bulgaria; la più recente apparizione della squadra è in occasione delle qualificazioni al mondiale 2018, un pareggio 1-1 contro la Macedonia.
Dal 2013 l'area in cui sorge lo stadio è sottoposta a vincolo architettonico del MiBACT.
Nel 2025, con l'approssimarsi della scadenza della concessione al Torino, si è ripresentata in consiglio comunale la questione della vendita dell'impianto al club granata o, più correttamente, la concessione per 99 anni del diritto di superficie.
Sull'immobile grava dal 2005 un'ipoteca a favore dell'Agenzia delle entrate pari a 38 milioni di euro, eredità dei debiti della gestione di Francesco Cimminelli che condussero il Torino al fallimento; il 18 febbraio 2025 il sindaco sabaudo Stefano Lo Russo ha sottoposto formale istanza all'ADE per chiedere la decadenza di detta ipoteca al fine di agevolare le trattative per la concessione del diritto di superficie.
Nelle more dell'eventuale accordo, il comune ha rinnovato al Torino la concessione fino al 31 dicembre 2026.

## Descrizione della struttura
Il progetto di ristrutturazione del Comunale – affidato agli studi di architettura veronesi Cenna e Arteco con l'ingegneria strutturale della milanese IN.CO. e la realizzazione impiantistica della padovana TiFs – conserva le strutture esistenti, sottoposte al vincolo della Soprintendenza ai beni ambientali e architettonici.
Le aggiunte hanno riguardato nuove strutture verticali per reggere la copertura di tutto l'impianto nonché un terzo anello di gradinate, continuo e strutturalmente collaborante alla copertura, dotato, nella parte corrispondente alla preesistente copertura, di una parte chiusa ospitante 44 palchi.
Circa un terzo del rivestimento della copertura è in materiale plastico semitrasparente, onde evitare che il tappeto erboso rimanga in ombra e si danneggi a causa della ridotta insolazione.
Al fine di rispettare le moderne regole di sicurezza, la capienza complessiva fu ridotta notevolmente; infatti la nuova struttura, al momento della riapertura, era dotata di 27168 posti a sedere e al coperto, meno della metà della capienza originaria di circa 65000 spettatori.
Per le cerimonie olimpiche lo stadio fu sottoposto ad alcuni interventi mirati, come l'ampliamento a 35000 posti mediante strutture temporanee la realizzazione di un imponente allestimento sceno-tecnico e la predisposizione del braciere olimpico i cui 57 metri lo rendono il più alto del mondo.
All'interno, altresì, fu ricavata al piano terra un'area commerciale di 1163 m², furono ristrutturati e riposizionati il centro di medicina sportiva e il settore uffici.

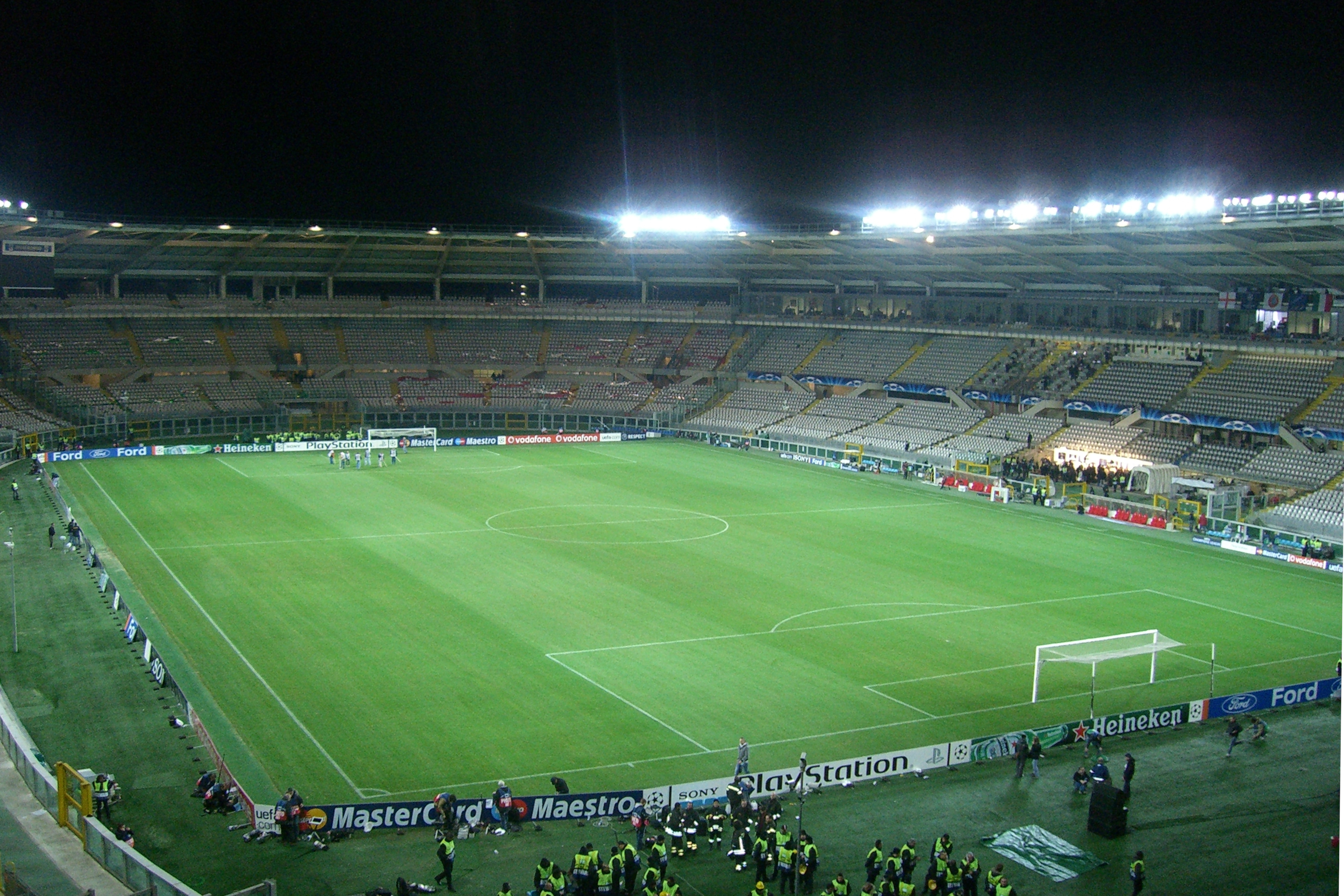
Lo stadio in occasione di –, Champions League 2008-09

Pur essendo stata rimossa la pista di atletica leggera, al posto della quale è installato un tappeto in erba sintetica, rispetto al vecchio Comunale la distanza tra gli spalti e il terreno di gioco è rimasta invariata, riproponendo quindi tutti i problemi di visibilità del campo da parte degli spettatori nelle file più basse di curve e tribune, peraltro aumentati dalle barriere installate per rispettare le normative di sicurezza contro le invasioni di campo.
Tuttavia, in fase di ristrutturazione, è stato costruito un nuovo parterre che avvicina di qualche metro gli spettatori delle prime file.
I posti riservati agli spettatori disabili sono 80, di cui 64 dislocati in due tribunette poste nel parterre del primo anello dei distinti centrali, 12 nella tribuna centrale e 4 nei palchi.
In ordine di tempo, l'Olimpico è il primo impianto conforme alla legge 210/2005 (cosiddetta «legge Pisanu sulla sicurezza degli stadi»), inizialmente emanata come decreto durante la stesura del progetto di ristrutturazione: furono installate 96 telecamere di videosorveglianza a uso delle forze dell'ordine; la recinzione vetrata, che separa il campo dalla zona spettatori, è mobile: essa è alta 2,2 m ma, negli incontri privi di rischio per l'ordine pubblico, può essere abbassata a 1,1 m.
Il costo totale della ristrutturazione ammontò a circa 32,5 milioni di euro.
Nei suoi primi due anni di utilizzo, dal 2006 al 2008, essendo state inserite due distinte fasce di sicurezza per separare le tifoserie ospiti, la capienza effettiva risultò limitata a 25500 posti.
In preparazione della stagione 2008-09 si tennero lavori d'ampliamento capienza a seguito della qualificazione della Juventus in Champions League: furono installati circa 1350 nuovi posti su quattro file, a ridosso della prima fila di distinti e tribuna, creando un nuovo anello sullo spazio dove era posizionata la vecchia pista; per favorire la visibilità di queste nuove file di spettatori, nei settori Ovest ed Est le barriere furono abbassate a 1,1 m, rispetto ai 2,2 m della conformazione precedente; furono infine recuperati 650 posti con il ridimensionamento del settore ospiti.
Al termine di tali lavori la capienza fu portata a circa 27500 posti.
Nell'estate 2009 fu abbassato il parapetto di separazione a 1,1 m in tutti i settori e 444 nuovi posti furono aggiunti nella zona parterre, portando la capienza complessiva dello stadio a 27994 posti.
Dopo il trasferimento della Juventus allo Stadium, inoltre, furono tolte le barriere di separazione tra la curva Maratona e la Maratona Laterale, che negli incontri interni dei bianconeri fungeva da settore ospiti: ciò permise di recuperare una cinquantina di posti e di ritoccare la capienza a 28140 posti.
Per circa tre anni i locali dell'Olimpico ospitarono il Museo dello sport (esposizione permanente già prevista nel progetto d'ampliamento del 1993), raccolta di cimeli e memorabilia dei campioni di ogni disciplina inaugurata nel 2012, che tuttavia non raggiunse mai il flusso necessario di visitatori (circa 20000/anno contro i 6000 effettivi) per giustificarne i costi e che cessò le attività nell'agosto 2015.

## Affluenze medie
La sottostante tabella riporta le affluenze medie di campionato di Juventus e Torino a partire dalla stagione 1952-53.
| Stagione | Juventus | Torino |
| -------- | -------- | ------ |
| 1952–53  | 15697    | n/a    |
| 1953–54  | 19206    | n/a    |
| 1954–55  | 16716    | n/a    |
| 1955–56  | 11374    | n/a    |
| 1956–57  | 19876    | n/a    |
| 1957–58  | 27921    | n/a    |
| 1958–59  | 23862    | n/a    |
| 1959-60  | 27918    | n/a    |
| 1960-61  | 27820    | n/a    |
| 1961–62  | 23687    | n/a    |
| 1962–63  | 31002    | n/a    |
| 1963–64  | 28233    | 21153  |
| 1964–65  | 25666    | 24336  |
| 1965–66  | 23373    | 21171  |
| 1966–67  | 25551    | 17147  |
| 1967–68  | 26747    | 27182  |
| 1968–69  | 33383    | 25435  |
| 1969–70  | 37366    | 23813  |
| 1970–71  | 35415    | 26234  |
| 1971–72  | 45667    | 31386  |

| Stagione | Juventus | Torino |
| -------- | -------- | ------ |
| 1972–73  | 42813    | 31694  |
| 1973–74  | 43916    | 34549  |
| 1974–75  | 41820    | 30311  |
| 1975–76  | 37099    | 39077  |
| 1976–77  | 41892    | 40513  |
| 1977–78  | 40472    | 38818  |
| 1978–79  | 35410    | 33818  |
| 1979–80  | 31144    | 27607  |
| 1980–81  | 33929    | 24294  |
| 1981–82  | 37500    | 24105  |
| 1982–83  | 45134    | 30014  |
| 1983–84  | 43574    | 31946  |
| 1984–85  | 41271    | 37328  |
| 1985–86  | 39654    | 29871  |
| 1986–87  | 35554    | 28141  |
| 1987–88  | 33081    | 29053  |
| 1988–89  | 30350    | 27551  |
| 1989–90  | 29627    | 30198  |
| 1990–91  | n/a      | n/a    |
| 1991–92  | n/a      | n/a    |

| Stagione | Juventus | Torino |
| -------- | -------- | ------ |
| 1992–93  | n/a      |        |
| 1993–94  | n/a      |        |
| 1994–95  | n/a      |        |
| 1995–96  | n/a      |        |
| 1996–97  | n/a      |        |
| 1997–98  | n/a      |        |
| 1998–99  | n/a      |        |
| 1999–00  | n/a      |        |
| 2000–01  | n/a      |        |
| 2001–02  | n/a      |        |
| 2002–03  | n/a      |        |
| 2003–04  | n/a      |        |
| 2004–05  | n/a      |        |
| 2005–06  | n/a      |        |
| 2006–07  | 18085    | 20576  |
| 2007–08  | 20930    | 10361  |
| 2008–09  | 26583    | 17552  |
| 2009–10  | 22924    | 13584  |
| 2010–11  | 21966    | 11413  |
| 2011–12  | –        | 15897  |

| Stagione | Juventus | Torino |
| -------- | -------- | ------ |
| 2012–13  | –        | 15615  |
| 2013–14  | –        | 17024  |
| 2014–15  | –        | 16689  |
| 2015–16  | –        | 19392  |
| 2016–17  | –        | 19327  |
| 2017–18  | –        | 18596  |
| 2018–19  | –        | 21385  |
| 2019–20  | –        | 26664  |
| 2020-21  | –        | 0      |
| 2021-22  | –        | 9846   |
| 2022-23  | –        | 19508  |
| 2023-24  | –        | 22737  |
| 2024-25  | –        | 22874  |

## Usi alternativi al calcio

### Usi sportivi

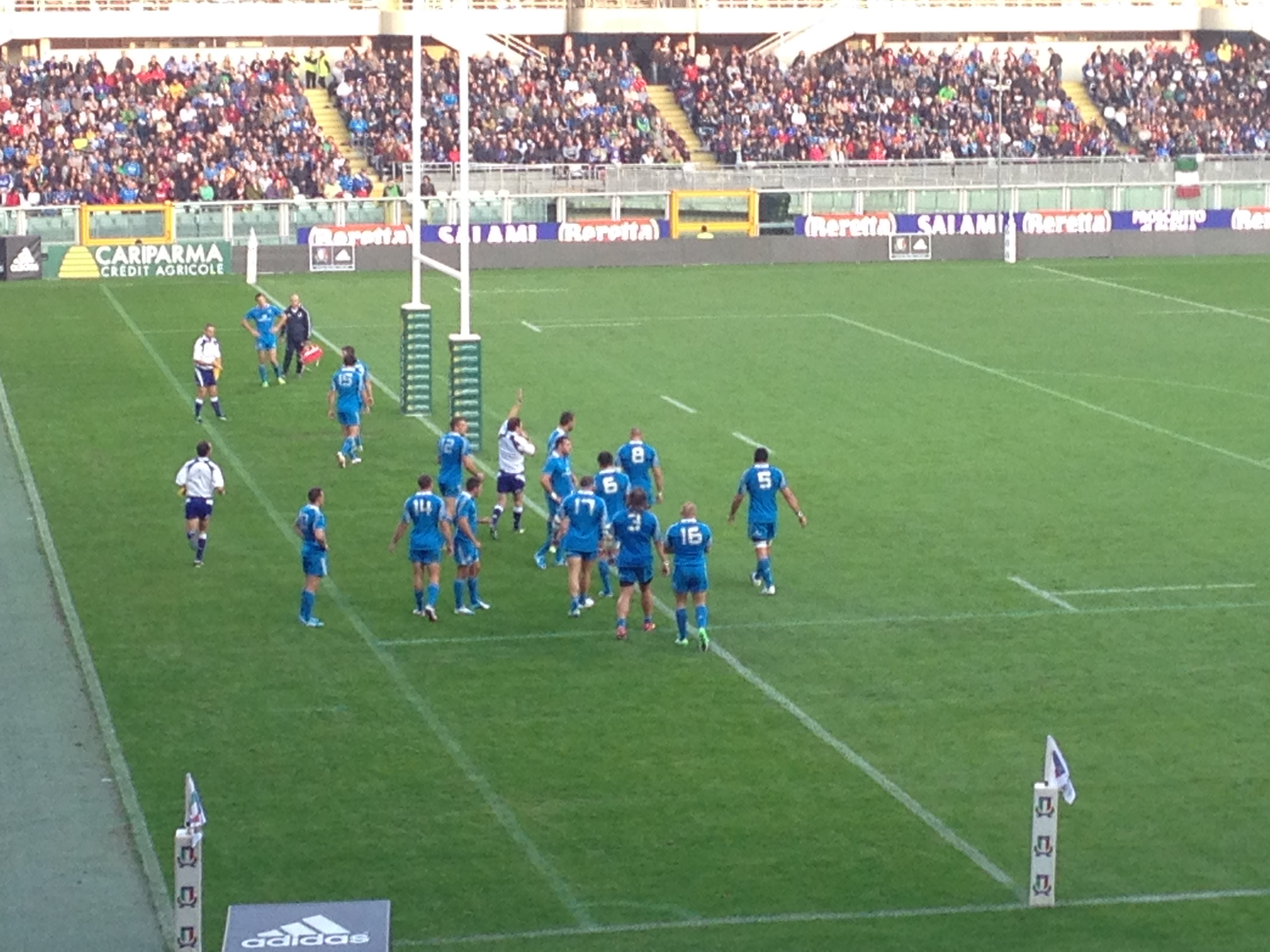
Una fase del test match di rugby tra e all'Olimpico nel 2013

Benché Torino sia stata, nel 1910, la "culla" del primo club e del primo incontro di rugby in Italia, la città non accolse alcun evento internazionale di palla ovale fino al 1952, quando a essere di scena non fu la nazionale a XV, ma quella, appena nata, di rugby a XIII, che riceveva la Francia per restituire l'invito ricevuto un anno primo a Cahors quando la squadra fu tenuta a battesimo.
Al Comunale la partita si risolse in un combattuto 22-18 per i francesi, anche se fu l'ultimo avvenimento rugbistico internazionale a Torino per 56 anni: per rivedere un test match bisognò attendere il novembre 2008 quando la nazionale a XV, per la prima volta nel capoluogo piemontese, incontrò l'Argentina, venendo da questa sconfitta 14-22.
In altre due occasioni l'Olimpico ospitò gli Azzurri del rugby a XV: nel 2013 fu una sconfitta 22-50 contro l'Australia in occasione del tour di fine anno degli Wallabies, e nel 2015 una sconfitta 12-16 contro la Scozia in un warm-up di preparazione alla Coppa del Mondo.
Tra il 1991 e il 1994 lo stadio, complice il trasferimento di Juventus e Torino al Delle Alpi, fu anche casa del club di football americano dei Giaguari Torino, che ivi disputò sia gli incontri interni di campionato che di Eurolega.

### Altri usi

Mick Jagger (Rolling Stones) in concerto al Comunale nel 1982 con la maglia di Paolo Rossi

Dalla fine degli anni settanta è invalso l'uso di adibire lo stadio anche a sede di concerti, spesso tappe di più ampie tournée musicali; i primi artisti a esibirsi al Comunale furono Lucio Dalla e Francesco De Gregori nel giugno 1979, nel corso del tour Banana Republic (da cui fu tratto l'omonimo album live), con una serata che registrò circa 50000 paganti.
Un anno più tardi fu il turno di Bob Marley, per la prima volta in tour in Italia, a esibirsi al Comunale davanti a 40000 spettatori.
Iconico, nella cultura giovanile e musicale dell'Italia di quegli anni, è rimasto lo show di Mick Jagger nel corso dell'esibizione al Comunale dei Rolling Stones dell'11 luglio 1982: l'artista inglese, salito sul palco poche ore prima della finale del mondiale di calcio tra Italia e Germania Ovest, comparve con la maglietta azzurra recante sulla schiena il numero 20 utilizzata da Paolo Rossi in quell'edizione del campionato mondiale, accattivandosi le simpatie del pubblico dopo l'annuncio che avrebbe tifato per l'Italia.
Ancora a distanza di quarant'anni quell'esibizione rimane nella cultura di massa italiana, non solo sportiva.
Degli altri nomi importanti del panorama musicale mondiale degli anni ottanta e non solo figurano Michael Jackson nel Bad World Tour, i Pink Floyd nel A Momentary Lapse of Reason Tour e soprattutto Madonna che, nella tappa torinese del suo Who's That Girl World Tour, fece registrare un'affluenza record (per il Comunale) di 63127 spettatori con un incasso di 2204096000 L..
Anche dopo la ristrutturazione lo stadio ha continuato a essere sede di concerti, ma non solo di artisti pop e rock: il 22 giugno 2011 vi si tenne una rappresentazione del Nabucco di Giuseppe Verdi diretta dal maestro Alberto Veronesi e con la partecipazione del coro del Puccini Festival e di artisti come la soprano greca Dīmītra Theodosiou.

## Nella cultura di massa

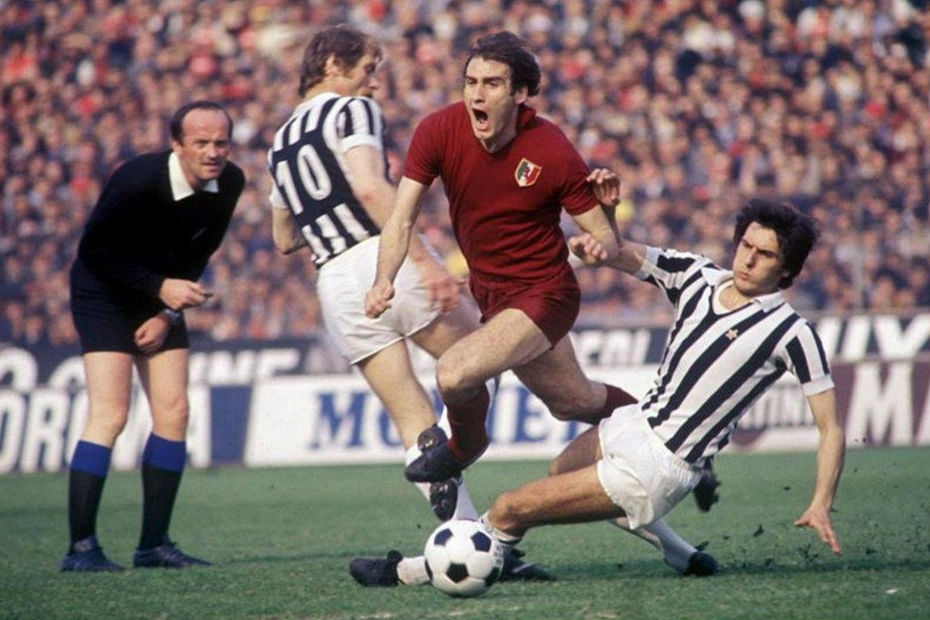
Uno dei più accesi derby della storia del Comunale: la Juventus, futura campione d'Italia, affronta il Torino scudettato nella gara di ritorno del campionato 1976-77

Torino è sede del più antico derby calcistico d'Italia tra club tuttora attivi, quello tra le citate Juventus (fondata nel 1897) e Torino (nel 1906): il primo incontro stracittadino sotto la Mole avvenne in casa granata al Campo Umberto I nel 1907.
Per 56 stagioni dal 1933 al 1990 il vecchio Comunale fu teatro del derby: fino al 1963 solo quello ospitato dalla Juventus, e dopo entrambi stante il trasferimento al Comunale del Torino.
Il derby torinese ha storicamente rappresentato non solo una rivalità sportiva, ma anche una lunga dicotomia sociologica e di costume, che si rispecchiava nelle tifoserie che durante la sfida stracittadina si confrontavano al vecchio stadio Comunale: Mario Soldati, di provata fede bianconera, scriveva che la Juventus era «la squadra dei gentlemen, dei pionieri dell'industria, dei gesuiti, dei benpensanti, di chi aveva fatto il liceo: dei borghesi ricchi» a differenza del Torino, «la squadra degli operai, degli immigrati dai vicini paesi o dalle province di Cuneo e di Alessandria, di chi aveva fatto le scuole tecniche: dei piccoli-borghesi e dei poveri», anche se tale composizione sociale andò trasformandosi con le grandi migrazioni industriali interne e l'afflusso di lavoratori nel Torinese, in gran parte presso la FIAT e il suo indotto: gran parte degli operai immigrati si identificò nel club bianconero laddove i tifosi granata si vantavano di essere i veri rappresentanti del territorio; la cosa andò anche di pari passo con l'estensione della tifoseria della Juventus oltre i confini del Piemonte a tutta Italia e anche all'estero.

Tifosi juventini in curva Filadelfia a fine anni settanta

Il settore storico dei tifosi granata più accesi è la curva Maratona, così chiamata perché adiacente alla Torre di Maratona, un torrino idraulico piezometrico edificato ai tempi della costruzione dello stadio.
Storicamente si tratta della frangia di tifo più vicina alla squadra, e anche quella più critica nei confronti della dirigenza societaria, laddove ritenuta responsabile di non adeguare gli obiettivi di mercato alle ambizioni del club e della tifoseria.

Tifosi torinisti in curva Maratona negli anni ottanta

Tra le coreografie storiche della tifoseria figurava talora un gigantesco toro furioso in cartapesta – allegorico del club e presente nello stemma societario dello stesso – esposto di fronte alla curva Maratona durante incontri di cartello, segnatamente il derby contro la Juventus, principale avversaria della tifoseria granata.
Anche con il trasferimento al Delle Alpi la curva torinista continuò a mantenere il nome di Maratona.
Il nucleo storico della Juventus era altresì noto per occupare la curva Filadelfia, così chiamata per la prossimità con l'omonima via, nel settore meridionale dell'area dove sorge lo stadio; anche tale settore era sede del tifo organizzato più acceso e delle coreografie più colorite (analogamente ai concittadini, anche la tifoseria della Filadelfia era usa esporre le allegorie in cartapesta del club, nella fattispecie una zebra).
Dopo la morte per incidente stradale di Gaetano Scirea – quell'anno alla prima stagione da tecnico al club come allenatore in seconda di Dino Zoff – avvenuta nel settembre 1989, la tifoseria della curva Filadelfia intitolò informalmente alla memoria dello scomparso giocatore la gradinata del Comunale da essi occupata; nella stagione successiva la curva meridionale dello stadio delle Alpi fu intitolata alla memoria di Scirea.
Con il ritorno allo stadio Olimpico il nome di Gaetano Scirea alla curva fu mantenuto, e successivamente migrato nel 2011 con il trasferimento allo Juventus Stadium.

## Incontri sportivi di rilievo

### Incontri internazionali

#### Calcio
| Arbitro: | René Mercet |

|                        |           |                                  |
| Guaita 48’ (rig.), 55’ | Marcatori | 19’, 23’, 55’ Zischek 28’ Binder |

| Arbitro: | Alois Beranek |

|                                     |           |                           |
| Svoboda 24’ Sobotka 48’ Nejedlý 83’ | Marcatori | 18’ Kielholz 71’ Abegglen |

| Arbitro: | William Bangerter |

|                                       |           |  |
| Gino Colaussi 33’ Annibale Frossi 81’ | Marcatori |  |

| Arbitro: | Carl Steiner |

|  |           |                                                                                       |
|  | Marcatori | 48’ Todor Veselinović 65’ Branko Zebec 81’ (aut.) Mario Bergamaschi 82’ Bernard Vukas |

| Arbitro: | Heinz Aldinger |

|               |           |             |
| Ceulemans 29’ | Marcatori | 26’ Wilkins |

| Arbitro: | Nicolae Rainea |

|  |           |              |
|  | Marcatori | 79’ Tardelli |

| Torino 17 giugno 1980, ore 20:30 UTC+2 Europeo 1980, girone A | Grecia         | 0 – 0 referto | Germania Ovest | Stadio Comunale (13901 spett.)\| Arbitro: \| Brian McGinlay \| |
| Arbitro:                                                      | Brian McGinlay |               |                |                                                                |

#### Rugby a XIII
| Arbitro: | Rama |

|                           |      |                                                                 |
| Frova 19’ Pipino 58’      | mt   | 5’, 75’ Mares 21’ Soriano 32’ Menjuq 49’ Hazera 70’ Desausedats |
| Tamagno 19’               | tr   | 21’, 32’ Bourges                                                |
| Tamagno 3’, 39’, 53’, 63’ | c.p. |                                                                 |
| Bertolotto 17’            | drop |                                                                 |

#### Rugby a XV
| Arbitro: | Chris White |

|                  |      |                                         |
| Masi 80’         | mt   | 50’ Carballo                            |
|                  | tr   | 50’ F. Contepomi                        |
| Marcato 31’, 53’ | c.p. | 26’, 38’, 40'+1’, 43’, 74’ F. Contepomi |
| Marcato 44’      | drop |                                         |

| Arbitro: | Glen Jackson |

|                                    |      |                                                                                 |
| McLean 12’ Cittadini 62’ Allan 79’ | mt   | 16’ Mowen 22’ Kuridrani 31’, 50’ Cummins 58’ Ashley-Cooper 66’ Tomane 68’ Folau |
| Di Bernardo 12’                    | tr   | 16’, 22’, 50’, 58’ Cooper 67’, 70’ Lealiʻifano                                  |
| Di Bernardo 3’                     | c.p. | 65’ Lealiʻifano                                                                 |

| Arbitro: | JP Doyle |

|                                |      |                   |
|                                | mt   | 73’ Pyrgos        |
|                                | tr   | 73’ Weir          |
| García 17’ Allan 24’, 40’, 61’ | c.p. | 3’, 12’, 19’ Weir |

### Incontri di club

#### Calcio
| Arbitro: | Charles Corver |

|              |           |  |
| Tardelli 14’ | Marcatori |  |

| Arbitro: | Dieter Pauly |

|                 |           |  |
| Boniek 39’, 79’ | Marcatori |  |

| Arbitro: | Emilio Soriano Aladrén |

|                                        |           |          |
| Galia 3’ Casiraghi 59’ De Agostini 73’ | Marcatori | 10’ Buso |